# Renato Veiga
Renato Palma Veiga (sinh ngày 29 tháng 7 năm 2003) là cầu thủ bóng đá người Bồ Đào Nha thi đấu cho câu lạc bộ Juventus tại Serie A theo hợp đồng cho mượn từ Chelsea. Anh là mẫu cầu thủ đa năng có thể thi đấu ở nhiều vị trí như hậu vệ trái, trung vệ và tiền vệ phòng ngự.
Veiga trưởng thành từ học viện đào tạo bóng đá của Sporting CP, sau đó được đội bóng này đem cho mượn tại Augsburg vào tháng 1 năm 2023. Tháng 8 năm 2023, Veiga chuyển sang Thụy Sỹ thi đấu cho Basel và có một mùa giải tại đây trước khi đến Chelsea vào tháng 7 năm 2024.
Veiga từng là thành viên các đội trẻ U-19, U-20 và U-21 Bồ Đào Nha. Anh có trận đấu ra mắt Đội tuyển bóng đá quốc gia Bồ Đào Nha vào tháng 10 năm 2024.

## Sự nghiệp câu lạc bộ

### Giai đoạn đầu sự nghiệp
Veiga sinh ra và lớn lên ở Lisbon, gia nhập học viện của Sporting CP vào năm 2010. Anh trải qua 3 năm ở nơi này trước khi tiếp tục quá trình phát triển tại Real Sport Clube, và trở lại Sporting vào 6 năm sau. Anh chính thức ra mắt đội B Sporting CP vào tháng 9 năm 2020.
Cuối tháng 1 năm 2023, Veiga được đem cho mượn đến đội bóng Đức Augsburg cho đến 31 tháng 12 năm 2023. Anh có trận đấu đầu tiên tại Bundesliga vào ngày 11 tháng 2 năm 2023 trong trận thua 3–1 trước Mainz 05. Đến ngày 15 tháng 8, Augsburg quyết định chấm dứt sớm hợp đồng cho mượn với Veiga sau khi anh đã có 13 trận tại Bundesliga cho đội bóng này.

### Basel
Ngày 28 tháng 8 năm 2023, đội bóng Thụy Sỹ Basel thông báo đã dạt được thỏa thuận chiêu mộ Veiga với bản hợp đồng có thời hạn 4 năm với phí chuyển nhượng khoảng 4,6 triệu €. Trong trận đấu ra mắt trước Zürich, anh có pha đá phạt thành bàn và pha lập công này sau đó được vinh danh là Bàn thắng đẹp nhất mùa giải của Basel.
Trong mùa giải 2023-24, Veiga đã ra sân 26 trận trên mọi đấu trường cho Basel, ghi 2 bàn và có 1 pha kiến tạo.

### Chelsea
Ngày 12 tháng 7 năm 2024, Veiga ký hợp đồng 7 năm kèm tùy chọn gia hạn 12 tháng với đội bóng Anh Chelsea sau thương vụ chuyển nhượng khoảng 14 triệu €. Anh có trận đấu chính thức đầu tiên cho Chelsea khi vào sân từ ghế dự bị trong trận thua 2-0 trước Manchester City tại trận mở màn Giải bóng đá Ngoại hạng Anh 2024–25 của Chelsea ngày 18 tháng 8. Gần tròn 1 tháng sau đó, anh có trận đấu đá chính đầu tiên tại Giải bóng đá Ngoại hạng Anh trong chiến thắng 1-0 trước Bournemouth. Ngày 3 tháng 10, anh có bàn thắng đầu tiên trong màu áo Chelsea với pha đánh đầu mở màn cho chiến thắng 4-2 trước KAA Gent tại lượt trận thứ nhất Vòng đấu hạng UEFA Conference League 2024–25. Ngày 12 tháng 12, anh tiếp tục lập công tại đấu trường UEFA Conference League, lần này là trong chiến thắng 3-1 trước Astana.

#### Juventus
Ngày 27 tháng 1 năm 2025, Veiga chuyển đến câu lạc bộ Juventus tại Serie A theo hợp đồng cho mượn đến hết màu bóng 2024-25. Anh có trận đấu đầu tiên cho Juventus vào ngày 2 tháng 2 gặp Empoli.

## Sự nghiệp đội tuyển quốc gia
Veiga từng là đội trưởng đội tuyển U-20 Bồ Đào Nha trước khi được đôn lên đội tuyển U-21. Trong đợt tập trung của đội tuyển Bồ Đào Nha cho các trận đấu với Croatia và Scotland vào tháng 9 năm 2024, Veiga lần đầu tiên được triệu tập vào đội tuyển. Anh ra mắt đội tuyển Bồ Đào Nha vào ngày 13 tháng 10 năm 2024 khi được ra sân ngay từ đầu trong trận đấu với Ba Lan tại UEFA Nations League.